# Kay-Achim Schönbach

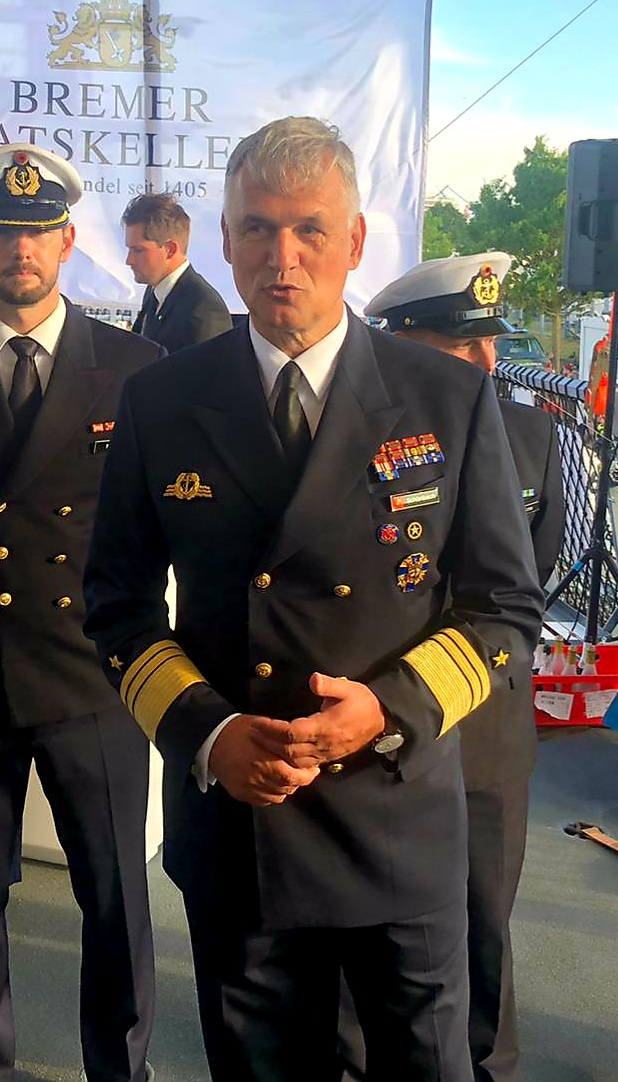
Kay-Achim Schönbach (2021) als Vizeadmiral und Inspekteur der Marine

Kay-Achim Heino Schönbach (* 9. Juli 1965 in Kassel) ist ein Vizeadmiral a. D. der Deutschen Marine der Bundeswehr und Politiker (Bündnis Deutschland, zuvor Werteunion, CDU). Er war vom 24. März 2021 bis zu seiner Ablösung aufgrund politisch kontroverser Aussagen durch die Bundesministerin der Verteidigung Christine Lambrecht am 22. Januar 2022 Inspekteur der Marine.
Seit November 2024 ist Schönbach stellvertretender Bundesvorsitzender der Kleinpartei Bündnis Deutschland. Bei der Bundestagswahl 2025 trat er als Spitzenkandidat seiner Partei an.

## Militärische Laufbahn

### Ausbildung und erste Verwendungen
Schönbach besuchte das Franz-Miltenberger-Gymnasium in Bad Brückenau. Anschließend trat er 1984 in den Dienst der Bundeswehr ein und absolvierte die Ausbildung zum Marineoffizier mit der Crew VII/84. Von 1985 bis 1988 studierte er Pädagogik an der Universität der Bundeswehr Hamburg. Von 1988 bis 1990 absolvierte er Offizierlehrgänge und wurde anschließend von 1990 bis 1992 als Erster Artillerieoffizier und Ortungsoffizier auf dem Zerstörer Hamburg eingesetzt. Von 1992 bis 1994 war er als Austauschoffizier bei der Königlich-Niederländischen Marine als Wach- und Navigationsoffizier auf der Fregatte Jan van Brakel eingesetzt und absolvierte von 1994 bis 1995 den Operationslehrgang an der Nederlands-Belgische Operationele School in Den Helder (Niederlande). Von 1995 bis 1999 diente er auf der Fregatte Brandenburg auf verschiedenen Operationsdienstposten, von 1999 bis 2001 nahm er am 41. Admiralstabslehrgang an der Führungsakademie der Bundeswehr in Hamburg teil.

### Dienst als Stabsoffizier
Von 2001 bis 2004 war Schönbach als Referent im Bundesministerium der Verteidigung eingesetzt. Von 2004 bis 2006 folgte eine Verwendung als Erster Offizier der Fregatte Schleswig-Holstein. In den Jahren 2006 bis 2008 wurde er Adjutant beim Generalinspekteur der Bundeswehr General Wolfgang Schneiderhan. 2008 übernahm er das Kommando über die Fregatte Mecklenburg-Vorpommern, das er bis 2010 innehatte. In dieser Zeit war er mit seinem Schiff auch in der Operation Enduring Freedom und der Operation Atalanta am Horn von Afrika eingesetzt. Von 2010 bis 2012 lehrte er als Dozent an der Führungsakademie der Bundeswehr in Hamburg. Von 2012 bis 2014 war Schönbach Kommandeur des 4. Fregattengeschwaders in Wilhelmshaven. Von 2014 bis 2016 war Schönbach wiederum im Bundesministerium der Verteidigung in der Abteilung „Militärpolitik und Einsatz“ Referatsleiter für die Region Europa/Eurasien und Arktis.

### Dienst als Admiral
Am 19. Juni 2016 übernahm Schönbach, unter Ernennung zum Flottillenadmiral, im Hafen von Souda (Griechenland) von Flottillenadmiral Jörg Klein das Kommando über die Standing NATO Maritime Group Two (SNMG2). Als Flaggschiff diente von Juni bis August die Fregatte Karlsruhe, danach die niederländische Fregatte De Ruyter. Am 22. Dezember 2016 übergab er in Piräus das Kommando an Axel Deertz und übernahm am 31. Januar 2017 von Carsten Stawitzki als Kommandeur die Marineschule Mürwik. Diesen Dienstposten übergab er am 18. Mai 2018 an Kapitän zur See Wilhelm Tobias Abry und war seitdem bis zu seiner Ernennung zum Inspekteur der Marine als Nachfolger von Generalmajor Ingo Gerhartz stellvertretender Abteilungsleiter Strategie und Einsatz im Bundesministerium der Verteidigung in Berlin.
Schönbach übernahm am 24. März 2021 von Vizeadmiral Andreas Krause den Posten des Inspekteurs der Marine.

### Äußerungen zum russischen Aufmarsch und Ablösung als Inspekteur
Schönbach sorgte am 21. Januar 2022 bei einer öffentlichen und live auf YouTube übertragenen Besprechung bei der Denkfabrik Manohar Parrikar Institute for Defense Studies and Analyses (MP-IDSA) in Neu-Delhi für Kritik. Sie wurde auf Twitter verbreitet. Dabei hatte Schönbach während des russischen Aufmarsches von rund 100.000 Soldaten an der ukrainischen Grenze Verständnis für den russischen Präsidenten Wladimir Putin geäußert. Aus dem Englischen:

„Ist Russland wirklich daran interessiert, einen kleinen Streifen ukrainischen Bodens zu haben, den es in sein Land integriert hat? Nein, das ist Unsinn. Ich denke, Putin übt wahrscheinlich Druck darauf aus, weil er es tun kann. Und er weiß, dass er die Europäische Union spaltet. Doch was er wirklich will, ist Respekt. Er will auf Augenhöhe, er will Respekt. Und – mein Gott – jemandem Respekt entgegenzubringen, kostet wenig, kostet nichts. Also, wenn man mich fragen würde: Es ist leicht, ihm sogar den Respekt zu geben, den er wirklich fordert – und vermutlich auch verdient.“

Er sei ein strenggläubiger Katholik, und Russland sei ein christliches Land. Er sehe die größere Bedrohung in China. „Selbst wir, Indien, Deutschland, brauchen Russland, weil wir Russland gegen China brauchen.“ Zum Konflikt zwischen Russland und der Ukraine sagte er: „Die Halbinsel Krim ist weg, sie wird nicht zurückkommen, das ist eine Tatsache.“ Seine Äußerung widersprach der Position der deutschen Bundesregierungen und anderer Regierungen seit der Annexion der Krim 2014 durch Russland. Am Folgetag, dem 22. Januar 2022 bat Schönbach um Entbindung von seiner Aufgabe als Inspekteur der Marine; dieser Bitte entsprach Verteidigungsministerin Lambrecht umgehend. Zudem wurde Schönbach vom Bundespräsidenten auf Wunsch der Ministerin in den einstweiligen Ruhestand versetzt.

#### Reaktionen
Rückendeckung erhielt Schönbach von Harald Kujat (ehemaliger Generalinspekteur der Bundeswehr), der erklärte, dass es sich bei Schönbachs Äußerungen nicht um ein Dienstvergehen gehandelt habe. Er zeigte Verständnis für die Kritik an Schönbachs Aussage, wies aber gleichzeitig darauf hin, dass es wichtig sei zu deeskalieren und auf einen Ausgleich mit Russland hinzuwirken, „unter Berücksichtigung auch der Sicherheitsinteressen der Ukraine“. Unterstützung erhielt er vom Abgeordneten Gregor Gysi der Partei Die Linke und von den AfD-Abgeordneten Joachim Wundrak und Rüdiger Lucassen.
Andrij Melnyk, der ukrainische Botschafter in Deutschland, erklärte hingegen, Schönbachs Aussagen hätten die ukrainische Öffentlichkeit „in tiefen Schock versetzt“. Er sprach von einer herablassenden Attitüde, die die Ukrainer „unbewusst auch an die Schrecken der Nazibesatzung erinnert, als die Ukrainer als Untermenschen behandelt wurden“.
Im Amt des Inspekteurs der Marine folgte ihm Jan Christian Kaack nach.

### Auslandseinsätze
- 1993 Operation Sharp Guard – Wachoffizier auf HNLMS Jan van Brakel
- 1993 Operation GRAPPLE – Wachoffizier auf HNLMS Jan van Brakel
- 2004 Operation Active Endeavour – Erster Offizier Fregatte Schleswig-Holstein
- 2006 Operation Enduring Freedom – Erster Offizier Fregatte Schleswig-Holstein
- 2008/2009 Operation Enduring Freedom – Kommandant Fregatte Mecklenburg-Vorpommern
- 2009 Operation Atalanta – Kommandant Fregatte Mecklenburg-Vorpommern
- 2014 Operation Atalanta – Stabsverwendung als ACOS CJ3 EU HQ Northwood (Großbritannien)
- 2016 NATO-Aktivität in der Ägäis – Kommandeur Standing NATO Maritime Group 2

## Politik
Schönbach war bis Anfang 2024 Mitglied der CDU. Von 2023 bis 2024 war er stellvertretender Vorsitzender des Werteunion e. V. und von Februar bis September 2024 stellvertretender Bundesvorsitzender der Partei Werteunion, die er im selben Monat wieder verließ.
Seit Oktober 2024 ist Schönbach Mitglied der Partei Bündnis Deutschland und seit November 2024 deren stellvertretender Bundesvorsitzender.

## Privates
Er ist römisch-katholisch, verheiratet und hat drei Söhne. Sein Vater Achim Schönbach (1940–2013) war Oberst der Bundeswehr (Artillerietruppe).